# Salvador Guardia
Pablo Laso, né le 18 mai 1974, à Valence, en Espagne, est un ancien joueur espagnol de basket-ball. Il évolue durant sa carrière au poste de pivot.